# Ysrael Zúñiga
Ysrael Zúñiga (Lima, 27 augustus 1976) is een Peruviaanse voetballer, die sinds 2013 als aanvaller onder contract staat bij FBC Melgar. Hij kwam eerder onder meer uit voor Coventry City, Universitario de Deportes en Bursaspor. Zúñiga, bijgenaamd El Cachete, maakte in 1999 zijn debuut voor het Peruviaans voetbalelftal en speelde in totaal 22 officiële interlands (drie goals) voor zijn vaderland in de periode 1999–2007.